# Liste der Marine-Nationalparks in Thailand
Thailand besitzt 26 Marine-Nationalparks (MNP), von denen 21 amtlich sind und 5 noch unterschiedlichen Überprüfungen unterliegen.
Die Marine-Nationalparks liegen entlang der Küste des Golf von Thailands und der Andamansee (16 der Parks). Die Gesamtfläche der 21 amtlichen Marine Nationalparks beträgt 5.810 km².

## Zum Begriff des Marine-Nationalparks
Die Marine-Nationalparks stellen eine getrennte Klasse neben den Nationalparks (terrestrial, also am Land) dar, vereinzelt werden Schutzgebiete in beiden Klassen geführt. Sie werden von der Marine National Park Division des Royal Forest Department, der Naturschutzbehörde Thailands, verwaltet.
Vorrangige Schutzziele sind Erhalt von Korallenriffen, Mangrovenwäldern, Seegraswiesen, und die landestypischen immergrünen Küstenwälder (coastal evergreen forests) der Monsungebiete (daher verfügen auch nicht aller Marine NPs über Wasserfläche), sowie anderer Besonderheiten, und auch als Landschaftsschutz der Küsten und Strände (scenery and beach).
Die wichtigsten Rechtsgrundlagen sind:
- National Park act B.E. 2504 (1961)
- National Forest Reserve act B.E. 2507 (1964)
- Wildlife Reservation act B.E. 2535 (1992)
- Forest act B.E. 2484 (1941)
- Fishery act B.E. 2537 (1994)

## Liste
Legende:
- Jahr der amtlichen Eintragung
- Fl. … Gesamtfläche
- mFl. … marine Fläche (Wasserfläche und Übergangsgebiete)

Anmerkung: In Thailand werden Areale traditionell in Rai gemessen, 1 Rai = 1600 m² (0,16 ha)
| Nr.          | Parkname (Umschrift)               | (engl./thai)                                                     | Lage                | Jahr   | Fl. (km²) | mFl. (km²) | Anmerkung |
| ------------ | ---------------------------------- | ---------------------------------------------------------------- | ------------------- | ------ | --------- | ---------- | --- |
| 1            | Khao Sam Roi Yot                   | อุทยานแห่งชาติเขาสามร้อยยอด                                          | Prachuap Khiri Khan | 1966   | 98,08     | 20,88      | auch als NP C/8 ausgewiesen                                                                                             |
| 2            | Tarutao                            | อุทยานแห่งชาติตะรุเตา                                                | Satun               | 1976   | 1.490     | 1.264      | |
| 3            | Thaleban                           | ทะเลบัน                                                           | Satun               | 1980   | 196       | 2          | auch als NP S/22 ausgewiesen                                                                                            |
| 4            | Mu Ko Ang Thong                    | Mu Ko[h] Ang Thong Marine National Park อุทยานแห่งชาติ หมู่เกาะอ่างทอง | Surat Thani ⊙       | 1980   | 102       | 84         | vollst. auch Ramsar Nr. 1184                                                                                            |
| 5            | Ao Phang Nga                       | P[h]ang Nga Bay Marine National Park อุทยานแห่งชาติอ่าวพังงา          | Satun ⊙             | 1981   | 400       | 347        | auch als NP S/1 ausgewiesen, vollst. auch Ramsar Nr. 1185                                                               |
| 6            | Mu Ko Surin                        | อุทยานแห่งชาติหมู่เกาะสุรินทร์                                           | Andamanensee        | 1981   | 135       | 102,05     | |
| 7            | Sirinath                           |                                                                  |                     | 1981   | 90        | 68         | |
| 8            | Khao Laem Ya – Mu Ko Samet         | อุทยานแห่งชาติเขาแหลมหญ้า-หมู่เกาะเสม็ด                                 | Rayong              | 1981   | 131       | 123        | |
| 9            | Had Chao Mai                       | Had Chao Mai Marine National Park อุทยานแห่งชาติหาดเจ้าไหม           | ⊙                   | 1981   | 230,87    | 137,22     | in Ramsar-Gebiet Nr. 1182 Had Chao Mai Marine National Park - Ta Libong Island Non-Hunting Area - Trang River Estuaries |
| 10           | Mu Ko Similan                      | อุทยานแห่งชาติหมู่เกาะสิมิลัน                                            |                     | 1982   | 140       | 124,24     | |
| 11           | Mu Ko Chang                        | อุทยานแห่งชาติหมู่เกาะช้าง                                             |                     | 1982   | 650       | 458        | |
| 12           | Laemson                            | Laemson Marine National Park                                     | ⊙                   | 1983   | 315       | 267        | in Ramsar-Gebiet Nr. 1183 Kaper Estuary - Laemson Marine National Park - Kraburi Estuary                                |
| 13           | Had Nopparat Thara - Mu Ko Phi Phi |                                                                  |                     | 1983   | 387,90    | 325,96     | |
| 14           | Mu Ko Preta                        |                                                                  |                     | 1984   | 494,38    | 468,38     | |
| 15           | Khao Lam Pee - Had Thai Muang      |                                                                  |                     | 1986   | 72        | 0          | |
| 16           | Mu Ko Lanta                        | อุทยานแห่งชาติหมู่เกาะลันตา                                            |                     | 1990   | 134       | 108,96     | |
| 17           | Khao Lak - Lam Ru                  |                                                                  |                     | 1991   | 125       | 0          | |
| 18           | Had Vanakorn                       |                                                                  |                     | 1992   | 38        | 15,36      | |
| 19           | Tarn Boke Koranee                  |                                                                  |                     | 1998   | 104       | 0          | |
| 20           | Mu Ko Chumphon                     | อุทยานแห่งชาติหมู่เกาะชุมพร                                            |                     | 1999   | 317       | 265,55     | |
| 21           | Lam Nam Kraburi                    |                                                                  |                     | 1999   | 160       | 64         | |
| 22           | Tharnsadet                         |                                                                  |                     | −      | −         | −          | vorgeschlagen |
| 23           | Mu Ko Phayam                       |                                                                  |                     | −      | −         | −          | vorgeschlagen |
| 24           | Had Khanom                         |                                                                  |                     | −      | −         | −          | vorgeschlagen |
| 25           | Ko Ra – Ko Pra Thong               |                                                                  | Phang Nga           | −      | −         | −          | begutachtet |
| 26           | Ao Manao – Khao Tanyong            |                                                                  | Narathiwat          | −      | −         | −          | begutachtet |
| Gesamtfläche |                                    |                                                                  |                     | (2009) | 5.810,23  | 4.245,60   | |

Quellen: RFD/MNPD, UNEP, MPAglobal Ramsar, Wetland Database